# CD Castellón
Club Deportivo Castellón, S.A.D. là một đội bóng đá chuyên nghiệp Tây Ban Nha có trụ sở tại Castellón de la Plana, trong Cộng đồng Valencia. Được thành lập vào ngày 20 tháng 7 năm 1922, đội hiện đang thi đấu ở Segunda División, tổ chức các trận đấu trên sân nhà tại sân vận động Castàlia Mới, có sức chứa 15.500 chỗ ngồi.

## Cầu thủ

### Đội hình hiện tại
Tính đến ngày 22/2/2024
Ghi chú: Quốc kỳ chỉ đội tuyển quốc gia được xác định rõ trong điều lệ tư cách FIFA. Các cầu thủ có thể giữ hơn một quốc tịch ngoài FIFA.
| Số | VT | Quốc gia             | Cầu thủ          |
| -- | -- | -------------------- | ---------------- |
| 1  | TM | Argentina            | Gonzalo Crettaz  |
| 2  | HV | Tây Ban Nha          | Borja Granero    |
| 3  | TV | Pháp                 | Albert Lottin    |
| 4  | TV | Bosna và Hercegovina | Haris Medunjanin |
| 5  | HV | Tây Ban Nha          | Alberto Jiménez  |
| 7  | TV | Tây Ban Nha          | Sergio Moyita    |
| 8  | TV | Tây Ban Nha          | Julio Gracia     |
| 9  | TĐ | Tây Ban Nha          | Jesús de Miguel  |
| 10 | TĐ | Tây Ban Nha          | Raúl Sánchez     |
| 11 | TĐ | Brasil               | Douglas Aurélio  |
| 12 | HV | Hà Lan               | Daijiro Chirino  |

| Số | VT | Quốc gia    | Cầu thủ                           |
| -- | -- | ----------- | --------------------------------- |
| 13 | TM | Anh         | Jacob Carney                      |
| 14 | HV | Tây Ban Nha | Óscar Gil                         |
| 15 | TĐ | Mali        | Mamadou Traoré (mượn từ Union SG) |
| 17 | HV | Tây Ban Nha | Salva Ruiz (đội trưởng)           |
| 18 | HV | Tây Ban Nha | Iago Indias                       |
| 19 | TV | Tây Ban Nha | Dani Villahermosa                 |
| 20 | TV | Nga         | Nikita Iosifov                    |
| 21 | TĐ | Curaçao     | Gervane Kastaneer                 |
| 22 | TV | Tây Ban Nha | Israel Suero                      |
| 23 | TV | Tây Ban Nha | Josep Calavera                    |
| 24 | TM | Hoa Kỳ      | Brian Schwake                     |
| 33 | HV | Hà Lan      | Jozhua Vertrouwd                  |